# Percussion
Percussion eller slagtøj er en art af musikinstrumenter, der har til rolle at forsyne og underbygge musikken med en rytme eller at supplere musikken eller rytmen med forskellige musikalske indlæg. Kendte former for generel percussion i klassisk og rytmisk musik indbefatter:
- Trommer (for eksempel congas- og bongotrommer, som oftest bruges som underlag for den omgivende musik
- tamburin, maracas, claves, pauker, rørklokker, marimba, xylofon, vibrafon, klokkespil, gongonger, koncertbækkener, Lilletromme, Koncertstortromme, Koncert-Tom-Tom´er, cuica, koklokke, cajón, agogo og diverse andre.